# Museum Rotterdam
Museum Rotterdam is een cultuurhistorisch museum in de Zuid-Hollandse stad Rotterdam. Het museum is gevestigd aan de Coolhaven; deze locatie over de Tweede Wereldoorlog in Rotterdam werd in 2015 geopend. 

## Geschiedenis
Museum Rotterdam is voortgekomen uit een collectie van oudheden en documenten die in de loop der eeuwen op het Stadhuis van Rotterdam waren bewaard. In 1953 werd in Het Schielandshuis het Historisch Museum geopend. 

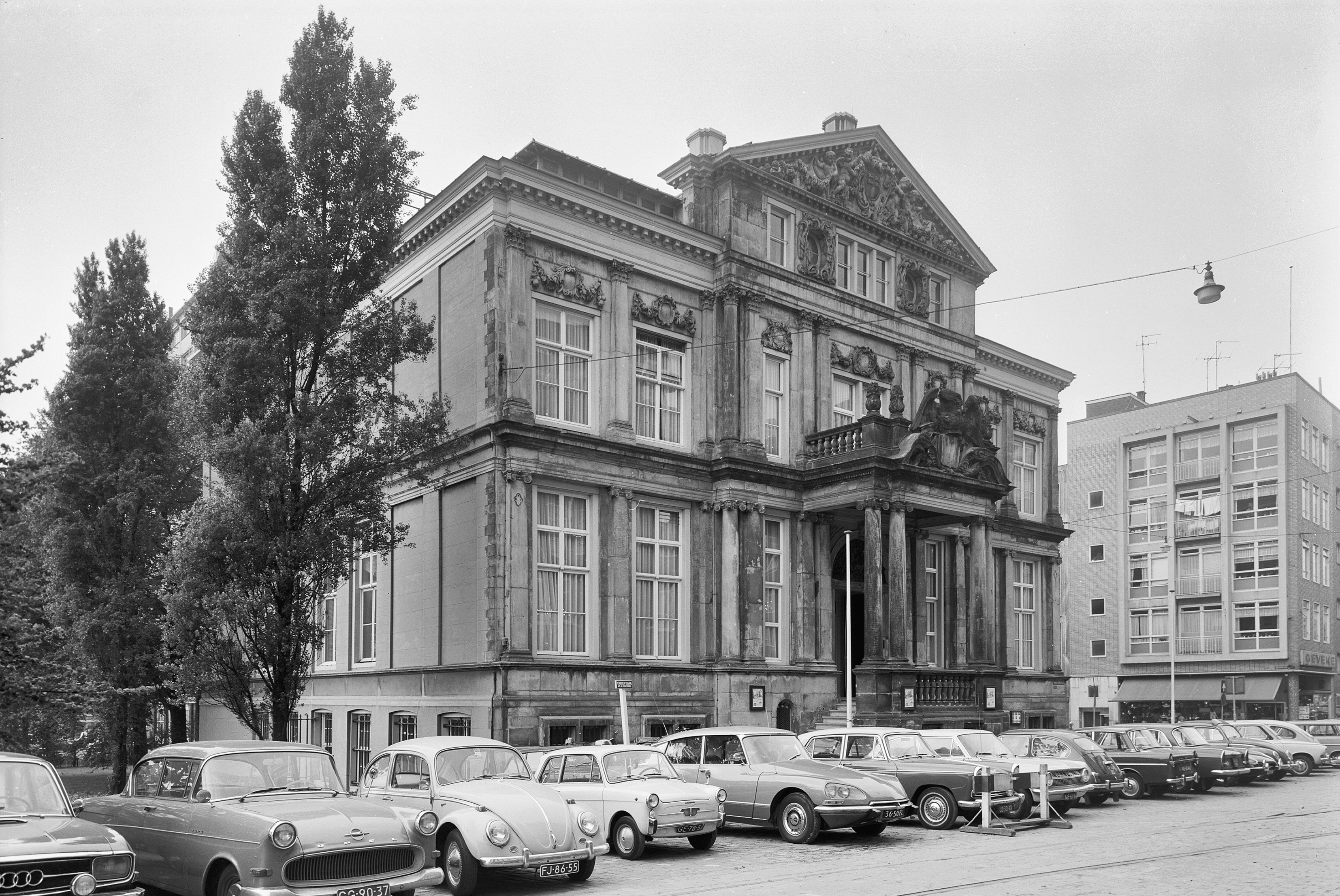
Schielandshuis in 1968

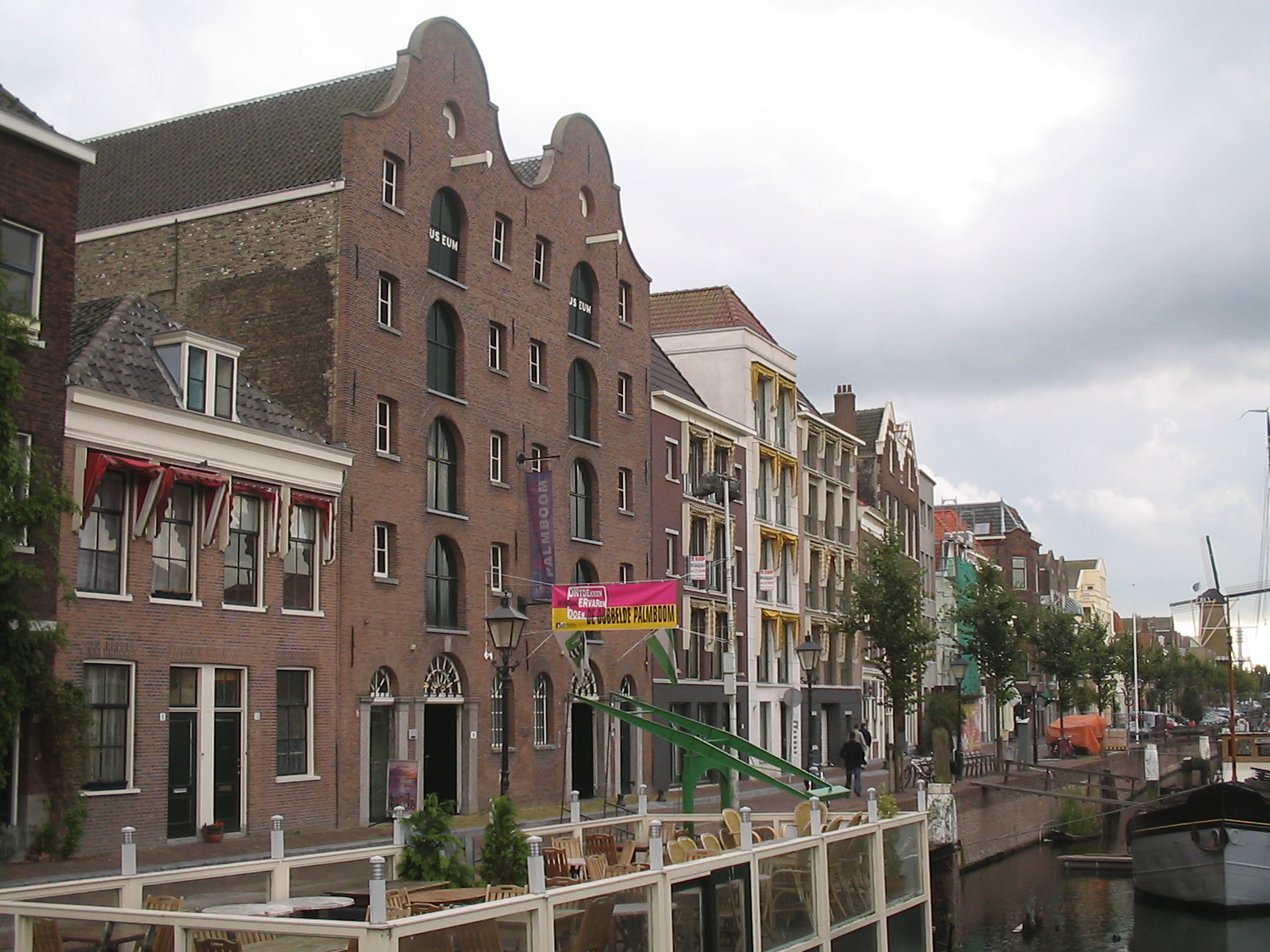
Dubbele Palmboom Delfshaven, 2005.

Een grote uitbreiding van de collectie vond plaats in 1967 toen de collectie van de Rotterdamse houthandelaar Abraham van Stolk Czn in bruikleen werd gegeven. Deze Atlas Van Stolk is als organisatie en collectie in 2016 weer losgemaakt van Museum Rotterdam. In de periode 1971-1984 was A.M. Meijerman directeur van het Historisch Museum.
Op 1 januari 2011 is het museum verdergegaan onder de naam Museum Rotterdam om te benadrukken dat het onderwerp de stad is en niet alleen het verleden. Op deze verandering is lokaal en nationaal kritiek geweest. Zo werd er gesteld dat "Rotterdam (...) zijn historische musea vakkundig de nek omdraaide".
In 2012 zijn als gevolg van ingrijpende bezuinigingen bij de  gemeente Rotterdam de beide vestigingen van het museum het Schielandshuis en De Dubbelde Palmboom gesloten. De museumorganisatie richtte zich van 2013 tot 2016 op onderzoek en activiteiten in de wijken, verbindingen met bewoners, samenwerking met andere instellingen en grote exposities op diverse locaties in Rotterdam zoals LP2 en De Onderzeebootloods. Sinds februari 2016 heeft het museum een nieuwe vaste locatie: het Timmerhuis.   

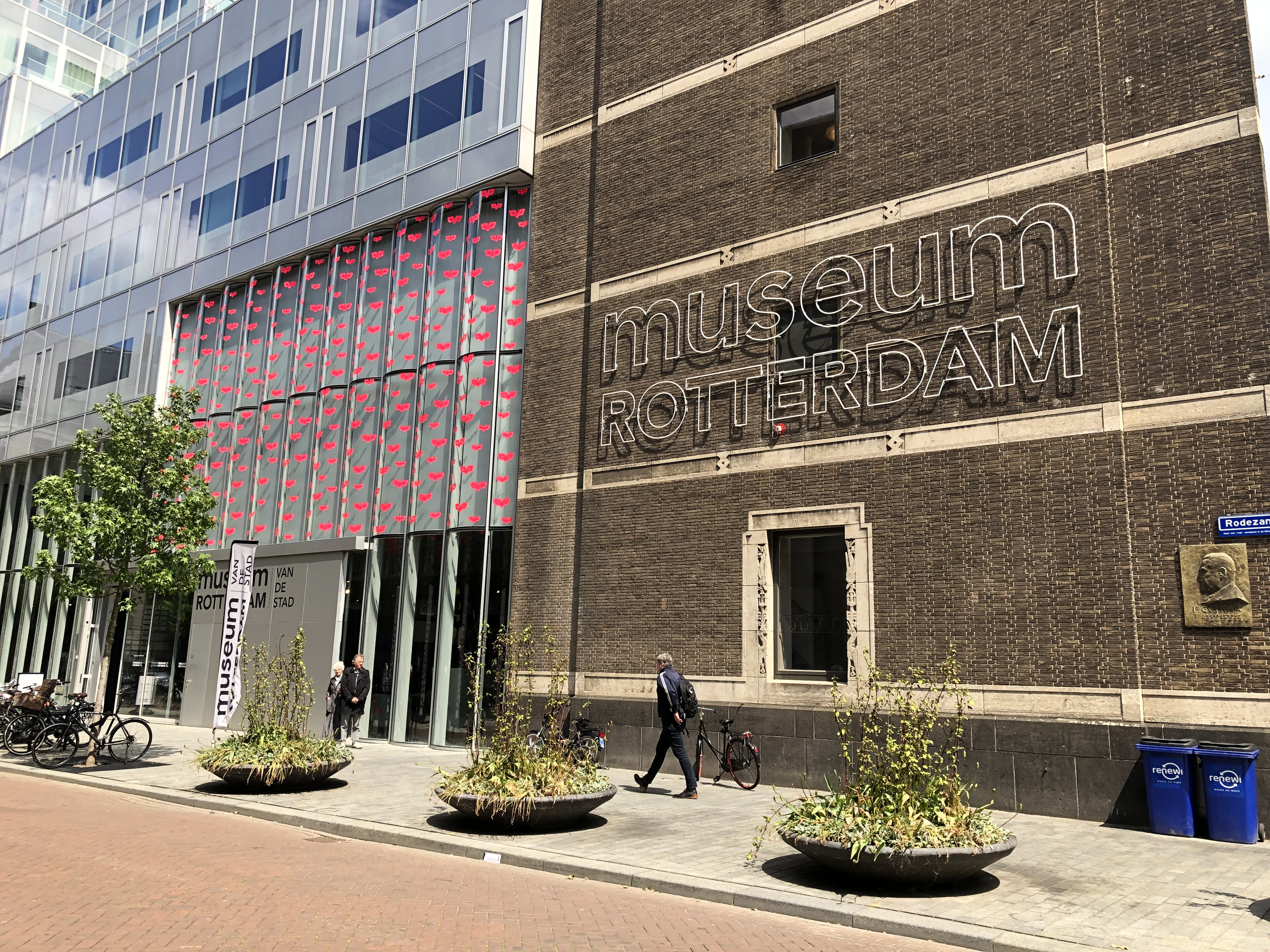
Ingang Museum, mei 2019

In 2015 zijn Museum Rotterdam en het OorlogsVerzetsMuseum Rotterdam gefuseerd. De locatie aan de Coolhaven is geheel vernieuwd en kreeg de naam Museum Rotterdam '40-'45 NU. Het resultaat, een educatief centrum over de Tweede Wereldoorlog in Rotterdam, is eind maart 2015 geopend voor publiek. 
In juni 2020 bracht de Rotterdamse Raad voor Kunst en Cultuur een negatief advies uit over de toekomst van Museum Rotterdam. Volgens de raad zou het museum niet functioneren, in een identiteitscrisis verkeren en gesloten moeten worden. De gemeente zou volgens het advies onderzoek moeten doen naar de mogelijkheden voor een stadsmuseum nieuwe stijl.
Vanaf 2021 is alleen de vestiging aan de Coolhaven 375 geopend en zorgt het museum voor de collectie van meer dan 100.000 voorwerpen. Een kwartiermaker doet onderzoek naar de mogelijkheden voor een stadsmuseum nieuwe stijl.

## Collectie
Belangrijk onderdeel van de collectie van Museum Rotterdam is een groot aantal schilderijen van 17e- en 18e-eeuwse meesters waaronder Pieter de Hooch. Verder bewaart men het jasje van Hugo de Groot dat hij droeg bij zijn ontsnapping uit Slot Loevestein. De wambuis van De Groot werd ook via Modemuze gedeeld, net als andere delen van de collectie. Ook de originele capitulatievlag gebruikt bij de onderhandeling over de overgave van de stad in mei 1940 is een belangrijk stuk.
Een ander onderdeel is 'de schoen van de Grote Boer van Lekkerkerk' (Gerrit Bastiaansz de Hals, 1620-1668). Deze zou afkomstig zijn uit de 'Anatomiekamer der stadt Rotterdam', opgericht in 1642 en waarschijnlijk in 1828 uiteengevallen.